# 212 (misil)

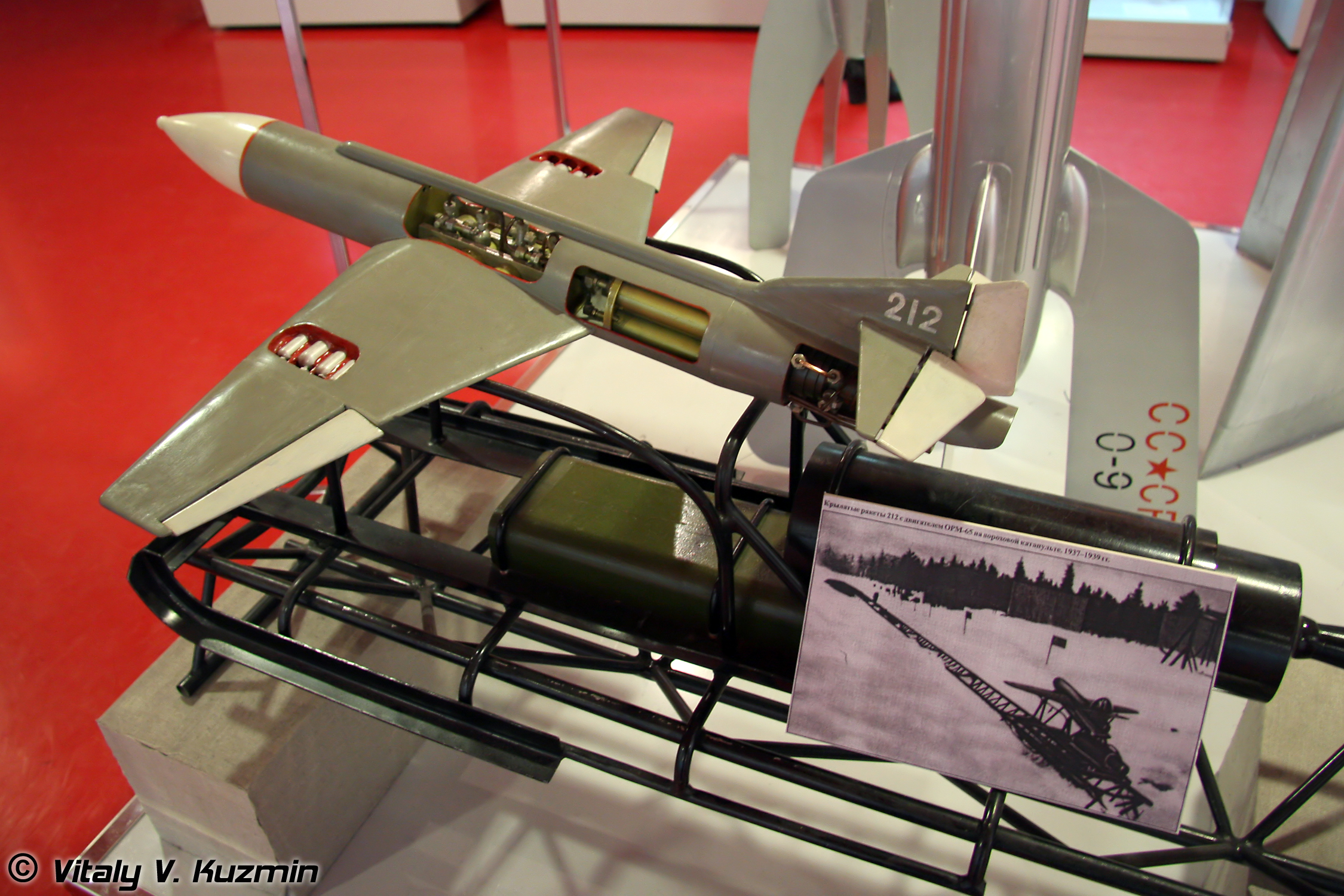
Maqueta del 212 en el interior del Monumento a los Conquistadores del Espacio.

212 fue la denominación de un tipo de misil de crucero soviético diseñado en 1936 por Sergéi Koroliov, siendo el segundo misil diseñado por él. Fue probado un par de veces antes de que el diseño fuese abandonado en 1939.
El diseño fue completado el 2 de agosto de 1936, y consistía en un cohete con alas y lanzado desde una catapulta. Se hicieron dos pruebas de la catapulta de lanzamiento en noviembre de 1936 usando una maqueta del misil, que acabaron en fracaso. Se decidió que el misil sería lanzado desde un avión. Se hizo una prueba de lanzamiento de una maqueta del 212 desde un bombardero TB-3 el 27 de mayo de 1938. Koroliov fue arrestado un mes más tarde, pero el proyecto continuó sin él. El 19 de enero de 1939 se decidió dejar de usar el motor con el que se había estado trabajando hasta entonces (un ORM-65 diseñado por Valentín Glushkó) debido a problemas con el sistema de control y algunas explosiones. En ese momento se cambió la denominación del misil por la de 803. Durante 1939 se hicieron un par de pruebas más, ambas fracasos debido a problemas con el sistema de control, con lo que finalmente se abandonó el proyecto.

## Características
- Peso: 165 kg
- Longitud: 2,59 m
- Envergadura: 3.05 m